# Camaret-sur-Aigues
Camaret-sur-Aigues ist eine französische Gemeinde mit 4549 Einwohnern (Stand 1. Januar 2022) im Département Vaucluse in der Region Provence-Alpes-Côte d’Azur.
Sie befindet sich etwa 6,5 Kilometer nordöstlich der Stadt Orange und liegt am linken Ufer des Flusses Eygues, der bei Orange in die Rhône einmündet.

## Verkehr
Durch Camaret verlief die Schmalspurbahn Orange–Buis-les-Baronnies.

## Sehenswürdigkeiten
Das Dorf
Die Tour Sarrasine („Sarazenenturm“), im 13. Jahrhundert erbaut, war möglicherweise eine herrschaftliche Residenz oder der Sitz des Gemeinderats.
Die Maison Beque, ein 1750 für einen Ferme générale der Baronie Sérignan erbautes Privatanwesen, dient heute als Kulturzentrum.
Die Porte de l’Horloge ist ein Tor der ehemaligen Stadtmauer, das im 18. Jahrhundert von einem schmiedeeisernen Glockenturm gekrönt wurde.
Kapelle St-Andéol
Die auf den Resten eines frühromanischen Gebäudes errichtete Kapelle aus dem 12. Jahrhundert, die sich außerhalb der Mauern befindet, war der Sitz der Pfarrei, bevor sie den Weißen Büßern anvertraut wurde. Der Einsturz des Mittelteils im 15. Jahrhundert führte zu einer Rekonstruktion und dem Bau einer Außentreppe, um zu einem Wachposten auf dem Dach zu gelangen.

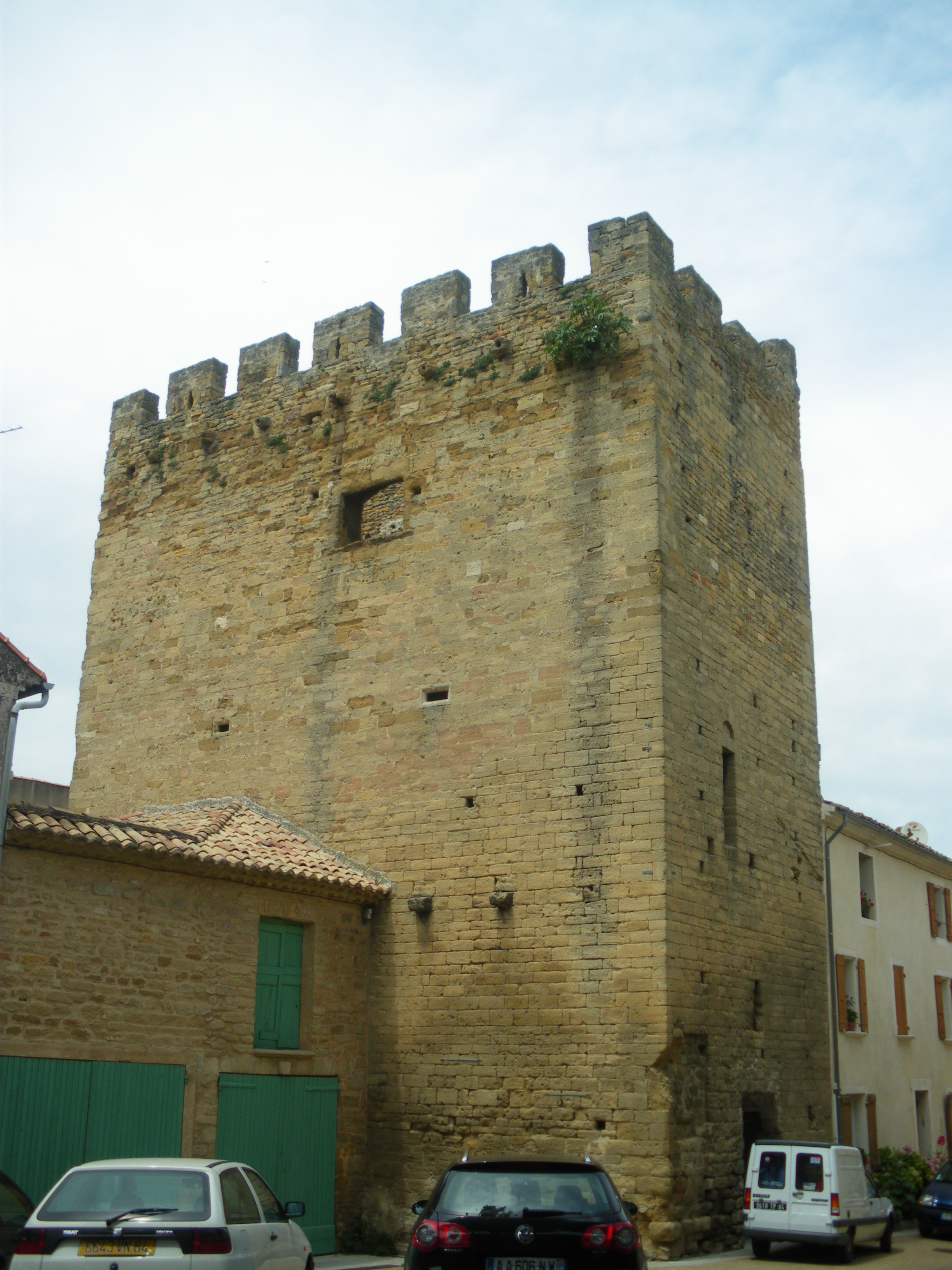
Tour Sarrasine
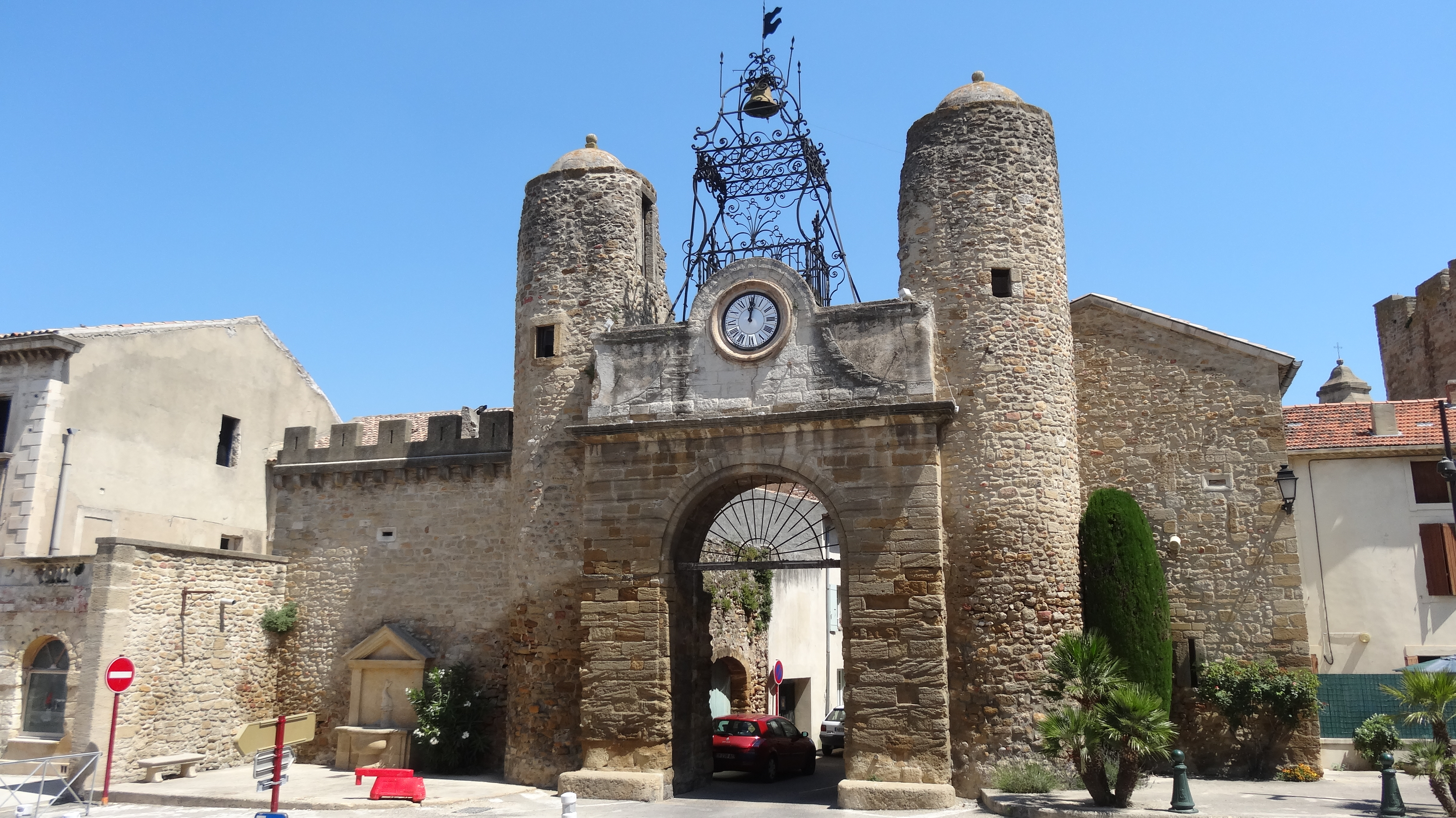
Stadttor mit Glockenkäfig
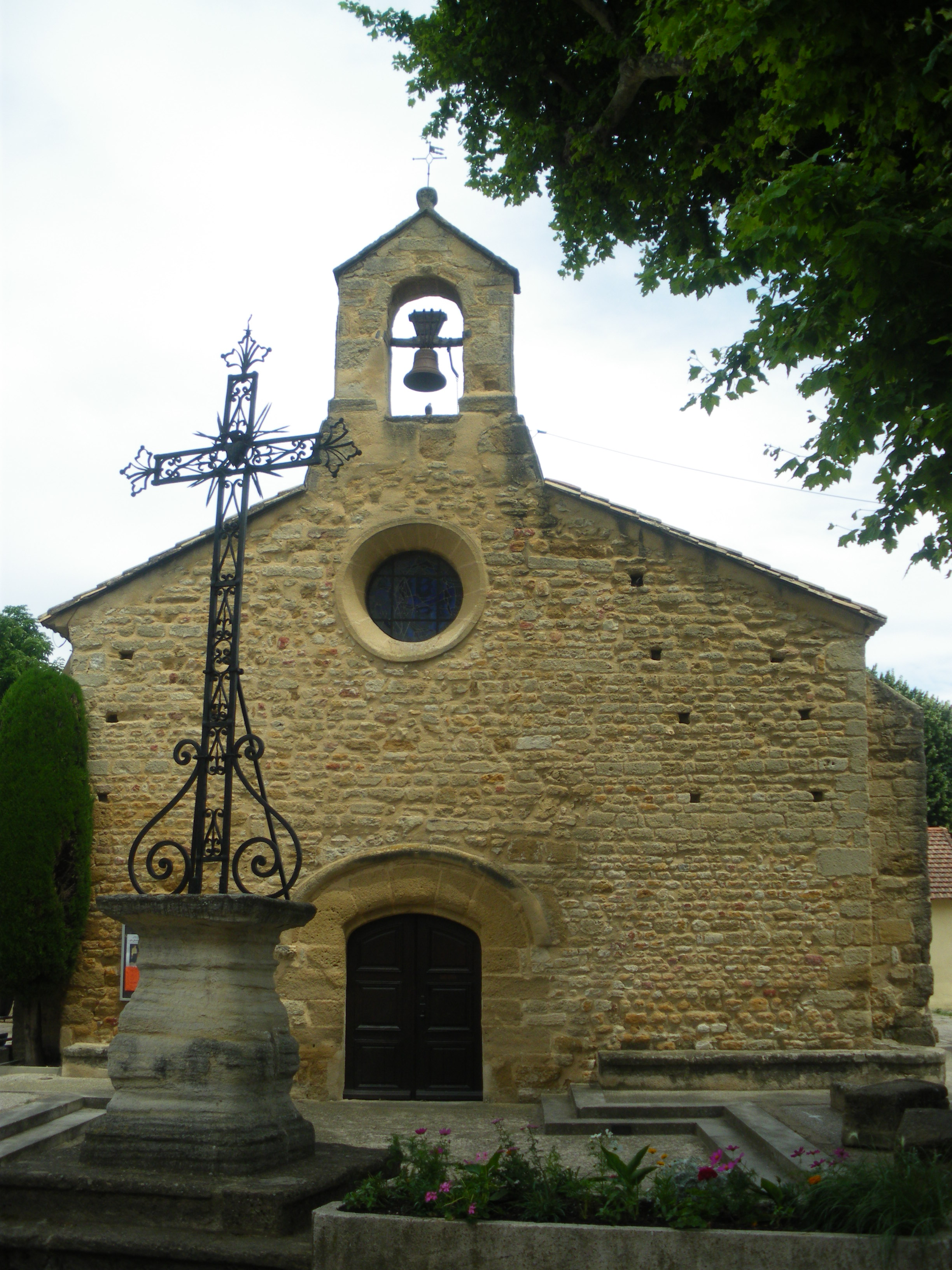
Kapelle St-Andéol

## Sport
Camaret dient mehrmals als Austragungsort für europäische Wettbewerbe des Motoballs. Die erste Mannschaft des Moto-Ball Club Camaret war dreimal europäischer und 18 mal französischer Meister.